# Heike Meißner
Heike Meißner, född den 29 januari 1970 i Dresden i Östtyskland, är en tysk före detta friidrottare som tävlade i häcklöpning.
Meißners genombrott kom när hon slutade sjua på 400 meter häck vid VM 1991 i Tokyo. Hon deltog vid Olympiska sommarspelen 1992 men blev utslagen i försöken. Vid VM 1993 blev hon utslagen i semifinalen.
Vid EM 1994 ingick hon i det tyska stafettlaget på 4 x 400 meter som blev bronsmedaljörer. Hon var även i final vid VM 1995 där hon slutade fyra. Vid Olympiska sommarspelen 1996 slutade hon på en femte plats. 
Hon deltog även vid Olympiska sommarspelen 2000 där hon blev utslagen i semifinalen. Bättre gick det vid EM 2002 där hon slutade tvåa på tiden 55,89. Hennes sista mästerskapsfinal var vid VM 2003 där hon blev sjua.

## Personliga rekord
- 400 meter häck - 54,03